# Pulau Bepondi
Pulau Bepondi (indonesiska: Pulau Befondi) är en ö i Indonesien.   Den ligger i provinsen Papua, i den östra delen av landet, 3 200 km öster om huvudstaden Jakarta. Arean är 2,4 kvadratkilometer.
Terrängen på Pulau Bepondi är platt. Öns högsta punkt är 96 meter över havet. Den sträcker sig 2,0 kilometer i nord-sydlig riktning, och 1,8 kilometer i öst-västlig riktning.